# トマトラベル
『トマトラベル』とは、2012年10月8日から2013年3月25日までフジテレビで放送されていたミニ番組である。全24回。コマースゲートの一社提供。

## 番組概要
毎回一人の女性が東京にある外国料理店を訪れて、世界各地のトマト料理を紹介し堪能する。番組名は、トマトと、トラベル（旅）を組み合わせたものである。

## 出演者
- nona（ナレーション）

## 放送時間
フジテレビ
- 月曜日22:54 - 23:00
  - 『月9ドラマ』や『SMAP×SMAP』（フジテレビ・関西テレビ共同制作）の拡大版によってずれる事が有る。
  - 2012年12月31日は『アイアンシェフ』大晦日SP（18:00 - 23:45）のため休止。